# José Arcadio Buendía

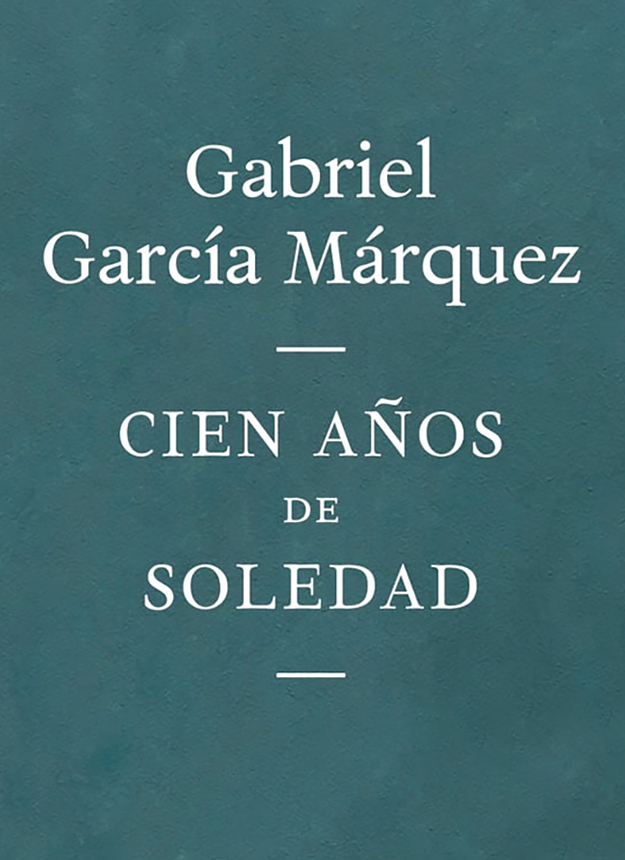
Portada de una edición de Cien años de soledad

José Arcadio Buendía es un personaje ficticio de la novela Cien años de soledad, de Gabriel García Márquez. Fue el patriarca y fundador de Macondo, el pueblo ficticio donde se desarrolla parte de esta novela y de otras del autor colombiano. José Arcadio Buendía se caracterizaba por ser extremadamente soñador y tendiente a actuar en respuesta inmediata a sus impulsos. Se casó con su prima Úrsula Iguarán, a pesar del miedo de tener un hijo con cola de cerdo por la cercanía familiar. Tuvieron tres hijos: José Arcadio, Aureliano Buendía y Amaranta, además de adoptar a Rebeca. Después de sufrir ciertos desvaríos, se le amarró a un castaño y finalmente murió en Macondo.
Su tatarabuelo don José Arcadio Buendía hizo una sociedad enriquecedora con el tatarabuelo de Úrsula Iguarán, y tras una serie de cruces en las ramas él y su esposa fueron primos. Después de haberse casado se rumoreaba en el pueblo donde vivían que a pesar de un año de casados no habían tenido hijos por la impotencia del esposo. El rumor no molestó a la pareja hasta que un día en que José Arcadio Buendía le ganó una pelea de gallos a Prudencio Aguilar. El contrincante, al perder, le gritó a José Arcadio Buendía una vulgaridad que tenía que ver con el matrimonio y la ausencia de hijos. Este no se alteró pero diez minutos después llegó con una lanza que le atravesó el cuello. Días después el espectro de Prudencio Aguilar se les apareció, y José Arcadio Buendía al no poder con el peso de la conciencia de haberlo asesinado se fue con su esposa y otros jóvenes de su edad y sus respectivas esposas, a buscar el mar.  Al cabo de 26 meses, durante una noche en la que todos dormían, José Arcadio Buendía soñó que en el lugar donde estaban se construía una aldea ruidosa de paredes de vidrio y al preguntar donde se encontraba le contestaron con un nombre desconocido, "Macondo". Convenció a sus acompañantes de que nunca sería posible encontrar el mar y les ordenó derrumbar los árboles y armar las casas allí. Durante la travesía de la sierra, José Arcadio Buendía y su esposa dieron a luz a José Arcadio, que, al contrario de lo que esperaban, nació con todas sus partes humanas.